# 口蓋化
口蓋化（こうがいか、英: palatalization）または硬口蓋化とは、子音が調音点で調音されると同時に、前舌面が硬口蓋に向かって盛り上がって近づく現象のことである。母音[i]（イ）と調音器官の形が似ている。
例えば、日本語では、「カ」 /ka/ と「キ」 /ki/ の子音は同じものと考えられている（音素としては同じ）が、実際に発音してみると「キ」 [kʲi] は「カ」 [ka] に対して、前舌面が硬口蓋に向かって近づいているのが分かる。つまり、「キ」を発音する時に口蓋化が起こっているといえる。

## 概要
口蓋化が起きる原因は、口蓋化の起きる音に続く音による。一般的には、i/e の前で口蓋化が起きやすい。口蓋化は世界中の言語で見られる現象である。
特にスラヴ語派では、ほぼ全ての子音で口蓋化音（軟音）と非口蓋化音（硬音）が対立した別音素であり、またこの語派の大きな特徴のひとつである。キリル文字では、母音を伴う口蓋化した子音を表すのに軟母音を用い、母音を伴わない口蓋化した子音を表すのに軟音符を用いる。
そのほかにも、歴史的に口蓋化が進んだ結果、別の音素が生じた例は多い。
例えばラテン語から分化したロマンス諸語では、/k/, /g/ の口蓋化によって c, g がさまざまに発音される。
英語の church, cheese における ch も、古英語以前の段階における k の口蓋化によって生じたものである (参考までに、現代ドイツ語だとそれぞれ Kirche, Käse となる)。

## 日本語
日本語では、母音 /i/ が後続する子音および拗音の子音で口蓋化が常に起きる。言い換えれば、五十音表でイ段になる仮名に口蓋化が発生する。具体的にいえば、「キ」、「シ」、「チ」、「ニ」、「ヒ」、「ミ」、「リ」、「ギ」、「ジ」、「ヂ」、「ビ」、「ピ」といった仮名（「キャ」「シュ」「チョ」などの拗音も含む）では、その子音が常に口蓋化している。なお、サ行、タ行とそれらの濁音、ハ行の清音では、口蓋化が進んだ結果として口蓋化子音は非口蓋化子音とは別の音素になっており、ダ行の口蓋化子音はさらにザ行の口蓋化子音へと合流する変化が起きている。
| 母音             | /a/       | /i/       | /u/       | /e/       | /o/       |
| ---------------- | --------- | --------- | --------- | --------- | --------- |
| 口蓋化していない | サ /sa/   | スィ /si/ | ス /su/   | セ /se/   | ソ /so/   |
| 口蓋化している   | シャ /ɕa/ | シ /ɕi/   | シュ /ɕu/ | シェ /ɕe/ | ショ /ɕo/ |

このほか方言によってはキがチに変化する例もある。
- 沖縄方言: ちゅらさ - 奄美方言: きゅらさ - 清らかさ（美しさ）
- 沖縄新方言: チレる - キレる
- 関東方言: なんだチミは - 何だ君は

## 国際音声記号
口蓋化は、国際音声記号 (IPA) では子音に補助記号 [ʲ] をつけ、[◌ʲ] と表記する。
音素:
- ロシア語 - снег /snʲek/ [sʲnʲek]

非音素:
- 日本語 - 病気 /bjoːki/ [bʲoːkʲi]
- 英語 - keep /kiːp/ [kʲiːp]